# Мегура (комуна, Бакеу)
Мегура (рум. Măgura) — комуна у повіті Бакеу в Румунії. До складу комуни входять такі села (дані про населення за 2002 рік):
- Дялу-Маре (304 особи)
- Кріхан (547 осіб)
- Мегура (2640 осіб)
- Соходол (511 осіб)

Комуна розташована на відстані 243 км на північ від Бухареста, 6 км на захід від Бакеу, 87 км на південний захід від Ясс, 138 км на північний схід від Брашова.

## Населення
За даними перепису населення 2002 року у комуні проживали 4002 особи.
Національний склад населення комуни:
| Національність   | Кількість осіб | Відсоток |
| ---------------- | -------------- | -------- |
| румуни           | 3999           | 99,9%    |
| росіяни-липовани | 1              | < 0,1%   |
| італійці         | 1              | < 0,1%   |

Рідною мовою назвали:
| Мова       | Кількість осіб | Відсоток |
| ---------- | -------------- | -------- |
| румунську  | 3999           | 99,9%    |
| російську  | 1              | < 0,1%   |
| італійську | 1              | < 0,1%   |

Склад населення комуни за віросповіданням:
| Релігія            | Кількість осіб | Відсоток |
| ------------------ | -------------- | -------- |
| православні        | 3865           | 96,6%    |
| римо-католики      | 118            | 2,9%     |
| адвентисти         | 9              | 0,2%     |
| лютерани           | 5              | 0,1%     |
| реформати          | 3              | 0,1%     |
| не вказали релігію | 1              | < 0,1%   |

## Зовнішні посилання
- Дані про комуну Мегура на сайті Ghidul Primăriilor [Архівовано 18 березня 2012 у Wayback Machine.]